# خرچنگ غول‌پیکر تاسمانی
خرچنگ غول‌پیکر تاسمانی (نام علمی: Pseudocarcinus gigas) که گاهی‌اوقات با عنوان خرچنگ غول‌پیکر آب‌های عمیق، خرچنگ غول پیکر جنوبی یا خرچنگ ملکه شناخته می‌شود، گونه بسیار بزرگی از خرچنگ است که در سطح سنگی و گل آلود در اقیانوس‌های جنوب استرالیا زندگی می‌کند این تنها گونه از سردهٔ Pseudocarcinus است.

## زیستگاه
خرچنگ غول‌پیکر تاسمانی در سطح سنگی و گل آلود در اقیانوس‌های جنوب استرالیا در لبه فلات قاره در قسمت‌های عمیق ۲۰ تا ۸۲۰ متری زندگی می‌کند.

## توصیف ظاهری

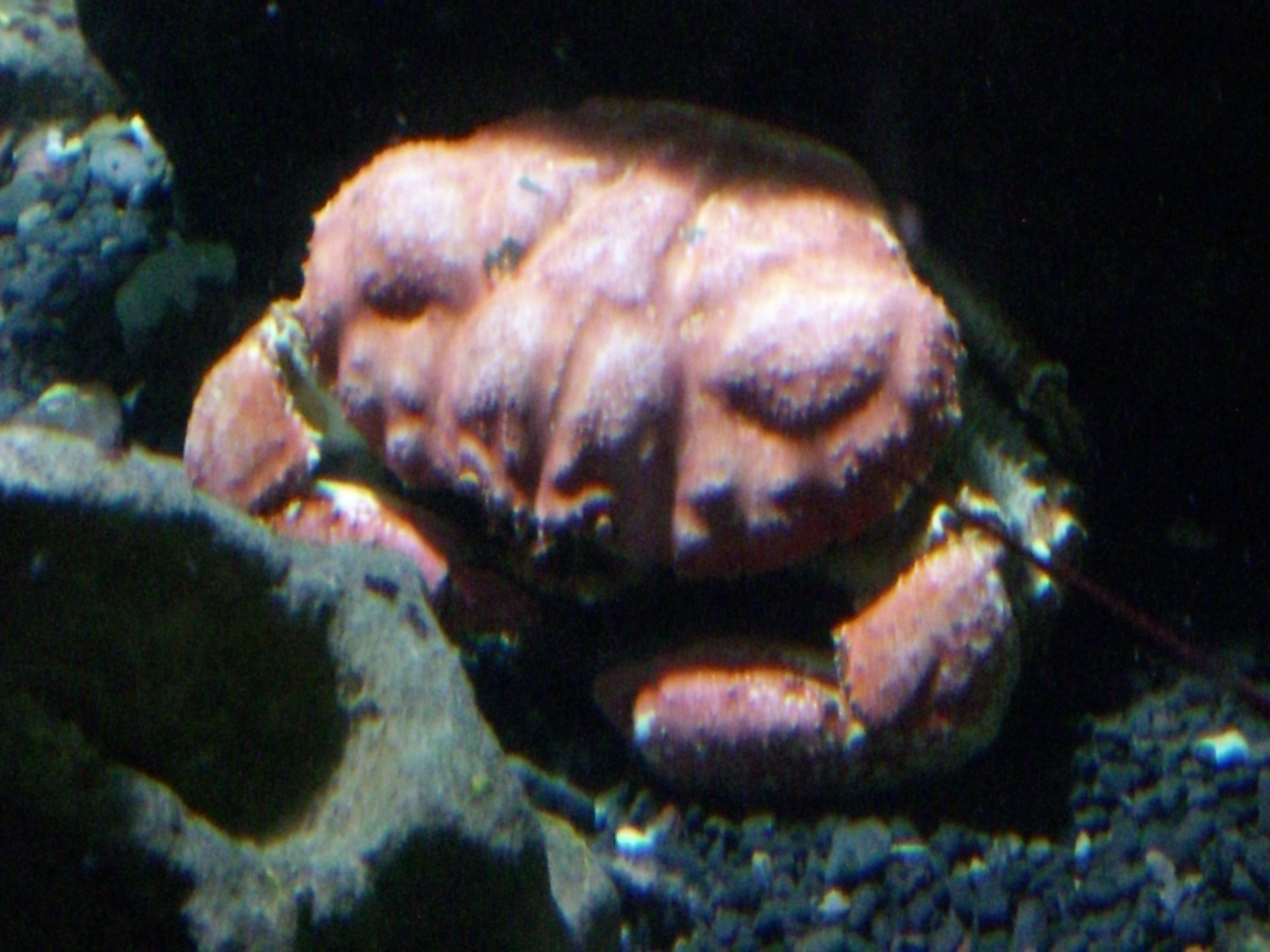
خرچنگ غول‌پیگر تاسمانی در آکواریوم سیدنی، استرالیا

خرچنگ غول‌پیکر تاسمانی یکی از بزرگ‌ترین خرچنگ‌های دنیا است که وزن آن به ۱۷٫۶ کیلوگرم و عرض پوسته‌اش تا ۴۶ سانتی‌متر می‌رسد. در میان تمام خرچنگ‌ها، فقط خرچنگ عنکبوتی ژاپنی می‌تواند وزن بیشتر از این داشته باشد. اندازه خرچنگ‌های غول‌پیکر نر تاسمانی بیش از دو برابر ماده‌ها که وزنشان از ۷ کیلوگرم تجاوز نمی‌کند، است. نرها یک چنگک با اندازه معمولی و یک چنگک بزرگ دارند (که می‌تواند طولانی‌تر از پهنای پوسته باشد)، در حالی که هر دو چنگک در ماده‌ها اندازه طبیعی و یکسان دارند. این نوع از خرچنگ، عمدتاً در زیر شکم زرد مایل به سفید و در بالا قرمز است، نوک چنگک‌هایش سیاه است و گونهٔ نابالغ آنها، در بالا دارای لکه‌های زرد و قرمز است.

## رفتار و بوم‌شناسی
خرچنگ غول‌پیکر تاسمانی از مردارها و گونه‌های کوچک از جمله شکم‌پایان، سخت‌پوستان (از جمله خرچنگ) و ستاره دریایی تغذیه می‌کند در برخی موارد همنوع‌خواری نیز در آنها دیده می‌شود. آنها در ماه‌های ژوئن و ژوئیه تولید مثل می‌کنند و خرچنگ ماده ۰٫۵–۲ میلیون تخم را برای حدود چهار ماه حمل می‌کند. این گونه عمری بسیار طولانی دارد و بسیار کند رشد می‌کند. خرچنگ‌های نابالغ هر سه تا چهار سال یک‌بار و ماده‌های بالغ تقریباً هر نه سال یک بار پوست می‌اندازند. این امر تعداد دفعات تولید مثل را بسیار محدود می‌کند، زیرا جفت‌گیری فقط در دوره بلافاصله پس از هر پوست انداختن امکان‌پذیر است.

## صید
خرچنگ غول‌پیکر تاسمانی که از سال ۱۹۹۲ به صورت تجاری در آب‌های تاسمانی صید می‌شود، کوچک‌ترین خرچنگ غول‌پیکر، در سال ۱۹۹۳ صید شد. صید آنها معمولاً توسط گلدان‌ها در آب‌های عمیق‌تر از ۱۴۰ متر (۶۴۰ فوت) انجام می‌شود. به دنبال نگرانی‌های مربوط به پایداری تعداد صید، کل صید مجاز در سال ۲۰۰۴ به ۶۲٫۱ تن (۱۳۷۰۰۰ پوند) رسید. در سال ۲۰۰۵، بیست و پنج صیاد برای صید آنها رقابت کردند و مجموع صید به ارزش حدود ۲ میلیون دلار استرالیا را تحویل دادند. عمر خرچنگ غول پیکر تاسمانی بسیار طولانی است و رشد کندی دارد و آن را در برابر صید بی‌رویه آسیب‌پذیر می‌کند. قبل از صادرات، گاهی اوقات آنها را در مخازن با دمای آب ۱۰–۱۴ درجه سانتیگراد (۵۰–۵۷ درجه فارنهایت) زنده نگه می‌دارند.